# Ribadouro

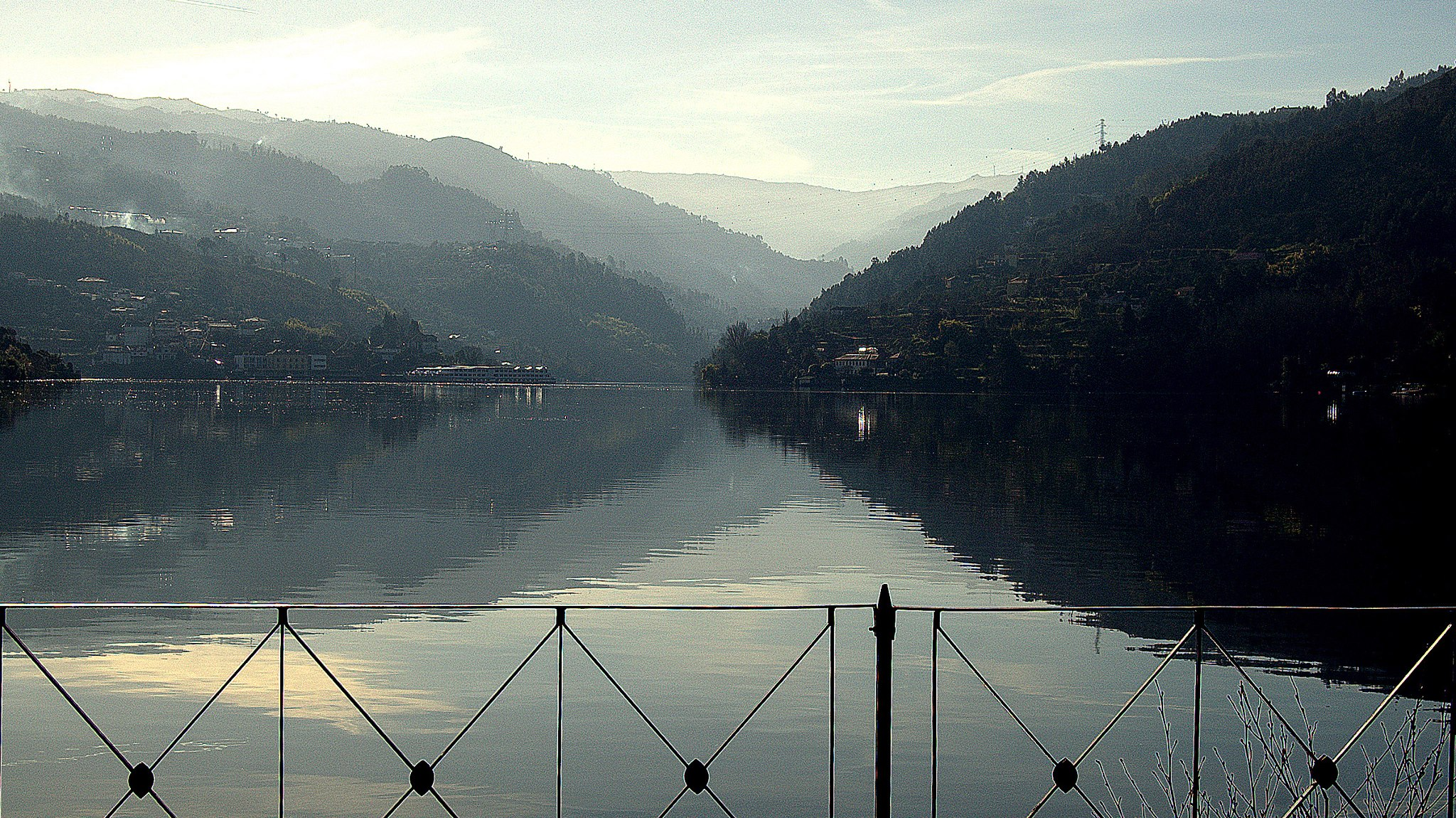
Ribadouro - Baião

Ribadouro é uma povoação portuguesa do Município de Baião que foi sede da extinta Freguesia de Ribadouro, freguesia que tinha 2,9 km² de área e 309 habitantes (2011), e, por isso, uma densidade populacional de 106,6 hab/km².
A Freguesia de Ribadouro foi extinta em 2013, no âmbito de uma reforma administrativa nacional, tendo sido agregada à Freguesia de Ancede, para formar uma nova freguesia denominada União das Freguesias de Ancede e Ribadouro com sede em Ancede.
Ribadouro é conhecida como "A Sala de Visitas" do concelho de Baião, devido à sua magnífica beleza natural.[carece de fontes?]

## População
| População da freguesia de Ribadouro | População da freguesia de Ribadouro | População da freguesia de Ribadouro | População da freguesia de Ribadouro | População da freguesia de Ribadouro | População da freguesia de Ribadouro | População da freguesia de Ribadouro | População da freguesia de Ribadouro | População da freguesia de Ribadouro | População da freguesia de Ribadouro | População da freguesia de Ribadouro | População da freguesia de Ribadouro | População da freguesia de Ribadouro | População da freguesia de Ribadouro | População da freguesia de Ribadouro |
| ----------------------------------- | ----------------------------------- | ----------------------------------- | ----------------------------------- | ----------------------------------- | ----------------------------------- | ----------------------------------- | ----------------------------------- | ----------------------------------- | ----------------------------------- | ----------------------------------- | ----------------------------------- | ----------------------------------- | ----------------------------------- | ----------------------------------- |
| 1864                                | 1878                                | 1890                                | 1900                                | 1911                                | 1920                                | 1930                                | 1940                                | 1950                                | 1960                                | 1970                                | 1981                                | 1991                                | 2001                                | 2011                                |
|                                     |                                     |                                     |                                     |                                     |                                     |                                     | 1 039                               | 987                                 | 853                                 | 775                                 | 598                                 | 568                                 | 410                                 | 309                                 |

| Distribuição da População por Grupos Etários | Distribuição da População por Grupos Etários | Distribuição da População por Grupos Etários | Distribuição da População por Grupos Etários | Distribuição da População por Grupos Etários | Distribuição da População por Grupos Etários | Distribuição da População por Grupos Etários | Distribuição da População por Grupos Etários | Distribuição da População por Grupos Etários | Distribuição da População por Grupos Etários |
| -------------------------------------------- | -------------------------------------------- | -------------------------------------------- | -------------------------------------------- | -------------------------------------------- | -------------------------------------------- | -------------------------------------------- | -------------------------------------------- | -------------------------------------------- | -------------------------------------------- |
| Ano                                          | 0-14 Anos                                    | 15-24 Anos                                   | 25-64 Anos                                   | > 65 Anos                                    |                                              | 0-14 Anos                                    | 15-24 Anos                                   | 25-64 Anos                                   | > 65 Anos                                    |
| 2001                                         | 56                                           | 49                                           | 208                                          | 97                                           |                                              | 13,7%                                        | 12,0%                                        | 50,7%                                        | 23,7%                                        |
| 2011                                         | 24                                           | 29                                           | 163                                          | 93                                           |                                              | 7,8%                                         | 9,4%                                         | 52,8%                                        | 30,1%                                        |

Criada pelo decreto-lei n.º 26.462, de 25 de Fevereiro de 1939, com lugares desanexados das freguesias de Ancede e Baião

## História e Geografia
Ribadouro é conhecido pela sua paisagem e pelo diversificado ecossistema, pois para além da fauna e flora aquatica (Rio Douro) tem também montes onde se avista uma flora bela e fauna!
Tem algumas aldeias pequenas espalhadas pela freguesia as mais conhecidas Pala, Porto Manso e Mosteirô, todas elas conhecidas por algo Pala pela Laranja, Porto Manso tem um caminho Romano que em tempos remotos (supostamente) ligavam Emérita Augusta (agora Mérida) na altura capital da Lusitânia a algures em Espanha, parte do caminho foi utilizado por pessoas que tinham os seus afazeres diários como nós, mais recentemente, as pessoas levavam até a freguesia de Campelo (Baião) às costas quilos de comida ou outros utensílios diários. Mosteirô é conhecido pela estação da CP da linha do Douro.
Esta localidade do interior de Portugal tem um enorme nível de desertificação social, por este motivo pode-se dizer que aqui o tempo estagnou e a tecnologia é muito escassa, no entanto tem as suas vantagens pois é um óptimo local de descanso.
No entanto nem assim largam a tradição, sendo esta uma povoação muito tradicional.
Nos anos 70 muita gente migrou para o litoral para ter uma melhor vida ou mais recentemente emigrou para outros países da Europa. Neste momento existe apenas dois locais de comércio, um café e uma mercearia. Quando existia mais um café neste povoado a vida social era mais animada, mas assim que ele fechou grande parte da população da localidade mudou-se para a freguesia de Ancede, a 2 km de distância, onde no entanto existe mais serviços.
Aqui também chegou a inovação pois do outro lado do rio Douro, apesar de já não ser Ribadouro, mas sim Oliveira do Douro, pertencente a Cinfães do Douro, existe uma estalagem muito moderna onde durante o verão existe "Noites Temáticas", que são chamadas como "Noite…", como bom exemplo temos a "Noite Africana, onde a comida e exclusivamente Africana, e com bandas Africanas a animar o jantar, existem depois muitas outras que podem ser consultadas no site oficial da Estalagem , durante período de Verão, durante o inverno recebe atletas para fazerem aqui estágios, (os atletas russos são um bom exemplo).
Estas aldeias foram parcialmente destruídas durante a construção da Barragem de Carrapatelo, mas mesmo assim vale a pena visitá-las, especialmente nos últimos dias do mês de Março para o festival dos enchidos e da cozido à Portuguesa e nos últimos dias de Julho para o festival do anho assado e do arroz do forno.Estes festivais são feitos num pavilhão em Baião, capital de Concelho, a cerca de 14 km de distância de Ribadouro.
Se considerarmos a população da localidade perto de 80% desta é população idosa, sendo 19% população em idade activa e 1% de jovens. A actividade económica mais praticada pela população desta pequena povoação é a Agricultura, seguindo-se a Indústria e uma escassa percentagem trabalha no sector dos serviços

## Senhores de Ribadouro
Foram Senhores desta localidade:
1. Ermigio Viegas
2. D. Monio Ermiges, nascido em 1050. Casou com D. Ouroana, de quem teve: D. Egas Moniz, o aio casado com D. Dórdia Pais Azevedo, em primeiras núpcias e em segundas núpcias com D. Teresa Afonso. e D. Mem Moniz de Riba Douro casado com D. Gontinha Mendes, em primeiras núpcias e em segundo núpcias com D. Cristina Gonçalves das Asturias.
3. Egas Moniz de Ribadouro

entre outros.